# Iveta Putalová
Iveta Putalová (* 24. März 1988 in Bratislava, Tschechoslowakei) ist eine slowakische Leichtathletin, die sich auf den 400-Meter-Lauf spezialisiert hat. 

## Sportliche Laufbahn
Erste internationale Erfahrungen sammelte Iveta Putalová im Jahr 2014, als sie bei den Europameisterschaften in Zürich über 400 Meter mit 53,25 s in der ersten Runde ausschied und auch mit der slowakischen 4-mal-400-Meter-Staffel mit 3:39,55 min den Finaleinzug verpasste. Im Jahr darauf belegte sie bei den Halleneuropameisterschaften in Prag mit neuem Landesrekord von 52,84 s den vierten Platz und anschließend nahm sie an der Sommer-Universiade im südkoreanischen Gwangju teil und belegte dort im Einzelbewerb in 52,18 s den fünften Platz über 400 Meter und erreichte auch mit der 4-mal-100-Meter-Staffel in 46,01 s Rang fünf. Kurz zuvor gewann sie bei den Europaspielen in Baku die Silbermedaille hinter dem Team aus Österreich. Sie selbst siegte dabei in 53,07 s über 400 Meter und siegte in beiden Staffelbewerben in 44,92 s bzw. in 3:35,03 min. Über ihre Paradedisziplin startete sie im August bei den Weltmeisterschaften in Peking, kam dort aber mit 52,52 s nicht über die Vorrunde hinaus. Bei den Hallenweltmeisterschaften 2016 in Portland gelangte Putalová überraschenderweise bis in das Finale und belegte dort in 54,39 s den sechsten Platz. Anfang Juli schied sie bei den Europameisterschaften in Amsterdam über 400 Meter mit 54,04 s im Halbfinale aus und auch mit der 4-mal-400-Meter-Staffel verpasste sie mit 3:31,66 min den Finaleinzug. Zudem qualifizierte sie sich für die Olympischen Spiele in Rio de Janeiro, bei denen sie aber mit 52,82 s in der Vorrunde ausschied. 
2017 schied sie bei den Halleneuropameisterschaften in Belgrad mit 53,14 s im Halbfinale aus und auch bei den Hallenweltmeisterschaften in Birmingham im darauffolgenden Jahr schied sie mit 53,46 s im Halbfinale aus. Anfang August scheiterte sie dann bei den Europameisterschaften in Berlin mit 53,21 s in der ersten Runde und belegte mit der slowakischen Stafette in 3:32,22 min den achten Platz. 2019 schied sie bei den Halleneuropameisterschaften in Glasgow mit 54,19 s ein weiteres Mal im Vorlauf aus und anschließend erreichte sie bei den Europaspielen in Minsk nach 3:20,43 min Rang neun in der Mixed-Staffel. 2021 schied sie bei den Halleneuropameisterschaften in Toruń mit Saisonbestleistung von 53,69 s in der Vorrunde aus. Anfang Mai verpasste sie dann bei den World Athletics Relays im polnischen Chorzów mit neuem Landesrekord von 3:19,66 min den Finaleinzug in der gemischten 4-mal-400-Meter-Staffel.
In den Jahren von 2013 bis 2016 sowie 2020 wurde Putalová slowakische Meisterin im 400-Meter-Lauf sowie 2015 und 2017 über 200 Meter und 2018 im 800-Meter-Lauf sowie 2010 in der 4-mal-400-Meter-Staffel. In der Halle siegte sie 2005 im 60-Meter-Lauf, 2005, 2008 und 2009 sowie 2016 und 2021 über 200 Meter. Über 400 Meter siegte sie 2011, von 2013 bis 2015 und 2019 und in den Jahren 2015 und 2019 siegte sie in der 4-mal-200-Meter-Staffel sowie 2021 in der 4-mal-400-Meter-Staffel.

## Persönliche Bestleistungen
- 100 Meter: 11,97 s (+0,9 m/s), 14. Juni 2015 in Kladno
  - 60 Meter (Halle): 7,67 s, 31. Januar 2016 in Bratislava
- 200 Meter: 23,71 s (+1,1 m/s), 2. August 2015 in Banská Bystrica
  - 200 Meter (Halle): 24,10 s, 22. Februar 2015 in Bratislava
- 400 Meter: 52,18 s, 10. Juli 2015 in Gwangju
  - 400 Meter (Halle): 52,62 s, 15. Februar 2018 in Toruń (slowakischer Rekord)
- 800 Meter: 2:04,91 min, 8. September 2020 in Ostrava
  - 800 Meter (Halle): 2:06,95 min, 2. Februar 2019 in Wien